# Teoria magicznego pocisku
Teoria magicznego pocisku (z ang. hypodermic needle model) – omawia bezpośredni i manipulatorski wpływ mediów na pasywnego odbiorcę. Proces głębokiego i podświadomego wpływania na odbiorcę ma na celu zyskanie szybkiej reakcji. Działa to na zasadzie bodziec-reakcja, gdzie odbiorca, np. czytelnik lub widz, nie zwraca uwagi na pośrednie implikacje danego przekazu, lecz skupia się na informacji i manipulacji podanych przez media masowe.